# Piotr Macierzyński
Piotr Macierzyński (* 1971) je polský básník žijící v Lodži.

## Životopis
Ze svého soukromí mnoho nezveřejňuje, v medailoncích svých knih uvádí pouze výčet dosavadních děl, protože "autor není zajímavý - mnohem zajímavější je text."
Debutoval v roce 1993 v literárním a uměleckém časopise nesoucí název "Titul". Také publikoval v dalších literárních časopisech včetně "Czasie Kultury", "Kwartalniku Artystycznym", "Studium", "Akcencie", "Opcjach", "Lampie" a mnoha dalších. 
Za svou literární činnost získal ocenění v mnoha celostátních literárních soutěžích. Jeho básně byly přeloženy do mnoha jazyků, včetně italštiny, chorvatštiny, slovinštiny, češtiny, slovenštiny, němčiny, španělštiny, litevštiny, francouzštiny nebo například Katalánštiny.

## Dílo
- 2001 Danse macabre i inne sposoby spędzania wolnego czasu (Danse macabre a jiné způsoby trávení volného času)
- 2004 tfu, tfu
- 2007 Odrzuty (Odrazy)
- 2009 Zbiór zadań z chemii i metafizyki (Sbírka úloh z chemie a metafyziky)
- 2011 Antologia wierszy ss-mańskich (Antologie esesáckých básní, v roce 2015 vydána v nakladatelství Petr Štengl)
- 2013 kwik (kvik, 2013)

## Antalogie esesáckých básní
Jedná se o poezii týkající se problematiky druhé světové války s důrazem na koncentrační tábor v Osvětimi. Autor se snaží zprostředkovat pohledy nejen obětí, ale také hlavních vůdců tohoto tábora, obrací se na přeživší i na ty, kteří brány tábora nikdy neopustili. Básníkovi se podařilo zpracovat velmi obtížné a náročné téma ve veršované podobě, což se do té doby zdálo až nemožné. Záporně tedy tímto dílem reaguje na dotaz, zda můžeme nalézt témata, jež by neměla být obsahem poezie. Na události naší historie bychom nikdy neměly zapomenout, a právě tato básnická sbírka je adekvátním připomenutím.